# Rhopalomyia pseudofoliorum
Rhopalomyia pseudofoliorum är en tvåvingeart som beskrevs av Vimmer 1924. Rhopalomyia pseudofoliorum ingår i släktet Rhopalomyia och familjen gallmyggor.
Artens utbredningsområde är Tjeckien. Inga underarter finns listade i Catalogue of Life.